# Lipovci
Lipovci è un centro abitato della Slovenia, frazione del comune di Beltinci.